# Times Tower
La Times Tower ou New Central Bank Tower est un immeuble de 140 mètres de hauteur construit à Nairobi au Kenya en 1999 .
En 2023 c'est le cinquième plus haut gratte-ciel du Kenya.
L'immeuble a été conçu par l'agence Triad Architects.